# Blagovescsenkai járás
A Blagovescsenkai járás (oroszul Благовещенский район) Oroszország egyik járása az Altaji határterületen. Székhelye Blagovescsenka.

A Blagovescsenkai járás az Altaji határterületen

## Népesség
- 1989-ben 44 849 lakosa volt.
- 2002-ben 34 878 lakosa volt, melyből 29 336 orosz, 2 306 német, 1 862 ukrán, 597 kazah, 138 fehérorosz, 99 tatár, 83 örmény, 68 csuvas stb.
- 2010-ben 30 783 lakosa volt.